# Canal 2 (rete televisiva salvadoregna)
Canal 2 è un canale gratuito salvadoregno lanciato il 30 novembre 1965 di Telecorporación Salvadoreña.

## Storia
Il 30 novembre del 1965, Boris Eserski fu a capo di un gruppo di imprenditori che fondarono il Canal 2 per la televisione, sulla base della stagione di radio Circuito YSR con una trasmissione in bianco e nero.
Nei suoi inizi, Canal 2 trasmetteva programmi a scopo educativo a livello nazionale, dando vita così gli inizi della Televisione Educativa a El Salvador. In questa epoca, il Ministero dell'Educazione fu incaricato per la contrattazione di un gruppo di insegnanti stranieri che impartivano classi teoriche e pratiche al personale che, più avanti, avrebbero dovuto dirigere la Televisione Educativa proprietà dello Stato. Nell'anno 1966, le telecomunicazioni attraversarono un periodo di instabilità e fu necessario creare delle unioni strategiche tra Canale 2 e Canale 4, per mantenere la programmazione in onda.
Nel decennio degli anni ottanta nacque sotto lo stesso proprietario, Telecorporación Salvadoreña Canal 2, 4 e 6 (TCS), convertendo la televisione privata salvadoregna in un monopolio. Anche se ogni canale gestiva il suo proprio tipo di programmazione, i tre canali di televisione erano gestiti sotto una stessa linea, qualcosa che passava inosservato per i telespettatori. TCS contava di una nuova tecnologia che permetteva vedere le immagini a colori e questo piazzava il paese all'interno dei più sviluppati tecnologicamente nell'area delle telecomunicazioni a livello centroamericano.
Negli anni ottanta, il panorama televisivo a El Salvador risultò essere un prodotto della guerra civile, che il paese affrontò per 12 anni, tra il 1980 e il 1992. La programmazione si concentrò sull'evasione della realtà nazionale che stava vivendo, trasmettendo programmi di diverse tematiche come avventura, polizieschi, moda, paura, leggende, telenovelas, ecc., e l'informazione trasmessa era rigorosamente monitorata per mantenere informato il pubblico su quello che si stava verificando nel campo di battaglia all'interno del paese, dal momento che non era presente un programma finalizzato a investigare e informare il pubblico su quello che realmente stava succedendo. Finché il 2 gennaio del 1995 nasce il canale esclusivo, chiamato "Teledos", sostituendo Teleprensa.

## Programmazione odierna
- Los Picapiedras T4
- Vecinos
- 100 días para enamorarnos T2
- Asla Vazgeçmem
- Quererlo todo
- Anne
- El Dragón
- Falsa identidad T2
- Enemigo íntimo T2
- Cleo & Cuquin
- DC SuperHero Girls
- Dragones: carrera al borde T1
- El amanecer de los Croods
- Las Aventuras del Gato con Botas
- Trolls: The Beat Goes On!
- Bunk'd
- ¡Buena suerte, Charlie! T3
- Girl Meets World
- Jessie T4
- También caerás
- Soy Luna T2
- Chesapeake Shores T1
- Devious Maids T1
- Nancy Drew T1
- Jane the Virgin T5
- Los 100 T5
- El joven Sheldon T3
- Will & Grace T10
- Dinastía T2
- New Amsterdam T1
- La Regina del Sud (La Reina del Sur) T2
- The Good Wife T7
- Scandal T7
- Elemental T6
- Cuentamelo ya al fin
- The Flash T6
- The Magicians T3
- Arrow T5
- 9-1-1
- Homeland T8
- Hawaii Five-0 T7
- Emerald City

## Programmi nazionali
- TCS Noticias
- Frente a Frente
- Viva la mañana
- Secretos de cocina
- Teledos (1995-)
- Los 5 minutos más sabrosos de la tarde (Secretos de Cocina)
- Play
- Llévatelo (03/02/20-)
- Premier Mundial (Bloque de películas)
- Océanos secretos (07/07/13-)
- Domingo para todos (03/05/87-)

## Slogans
| Periodo                 | Eslogan                   |
| ----------------------- | ------------------------- |
| 1977-1985               | Entretenimiento periódico |
| 1985-1994 2015-Presente | Sonría, está con el Dos   |
| 1995-2003               | Poder en Programación     |
| 2003-2015               | El Canal de Nuestra Gente |

## Loghi

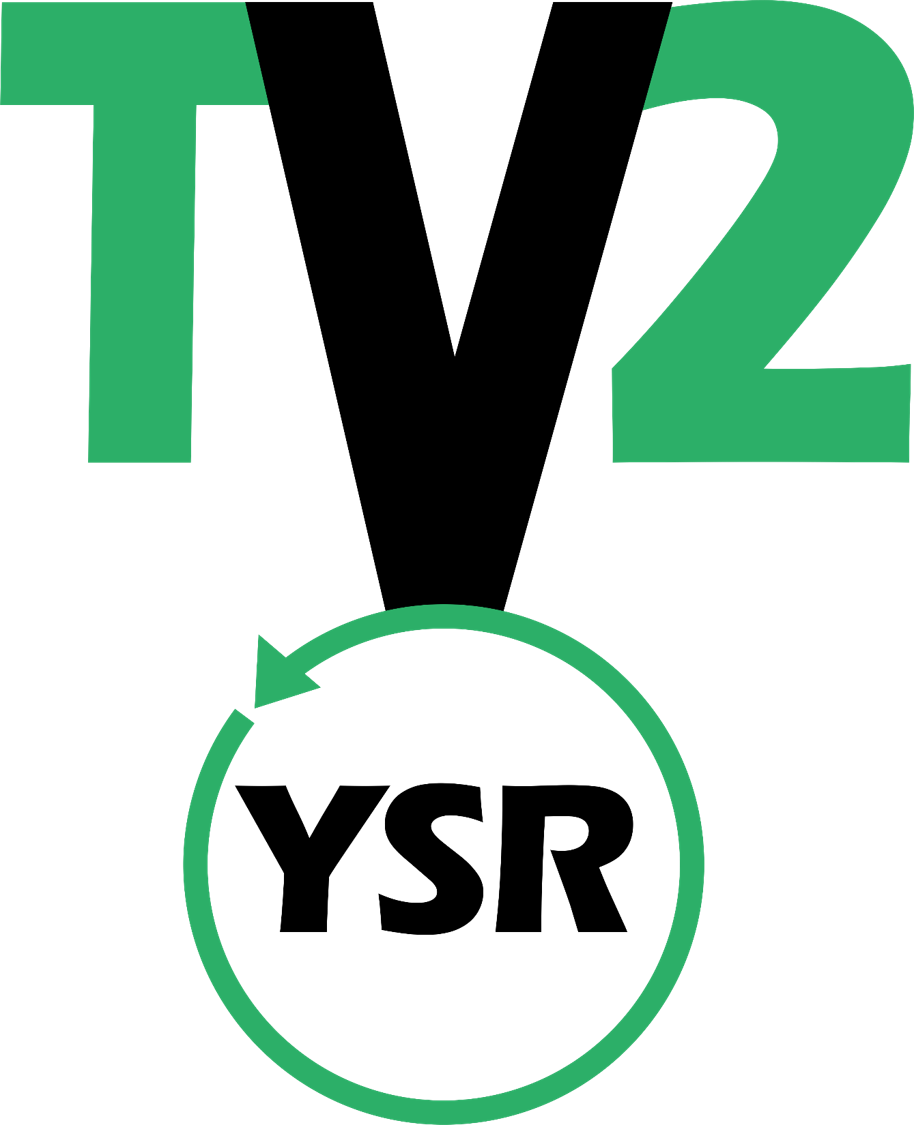
1965-1985
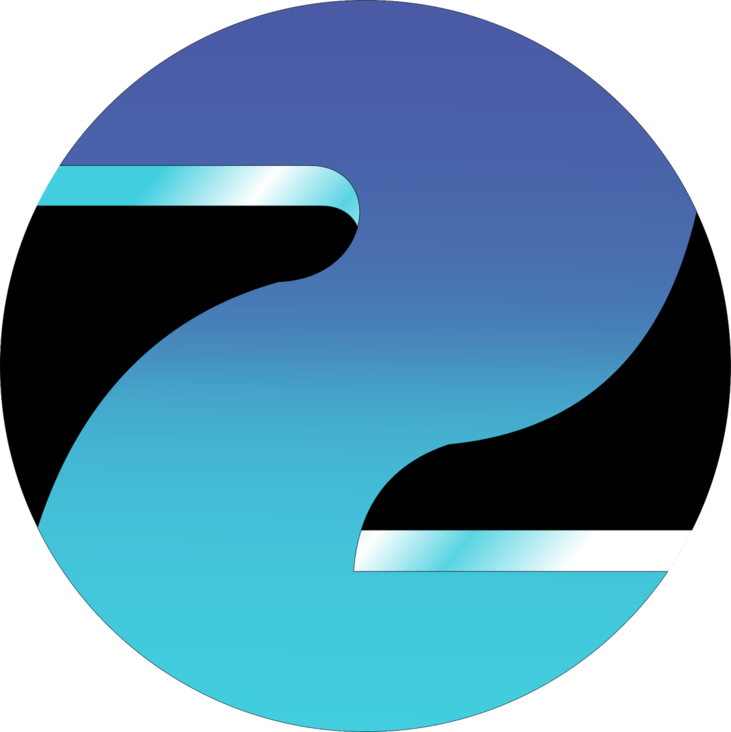
1985-1990
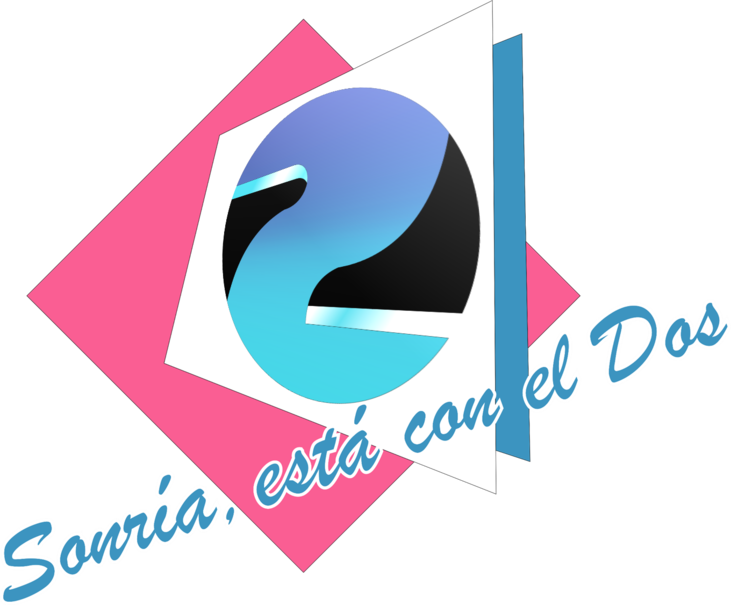
1990-1994
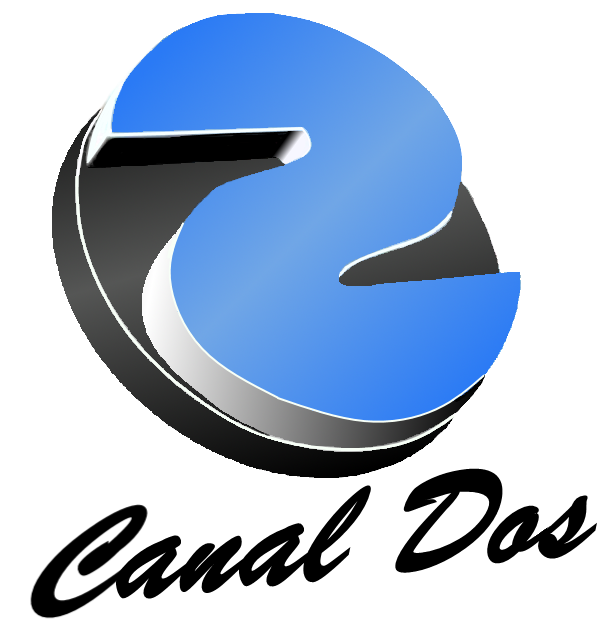
1995-2003
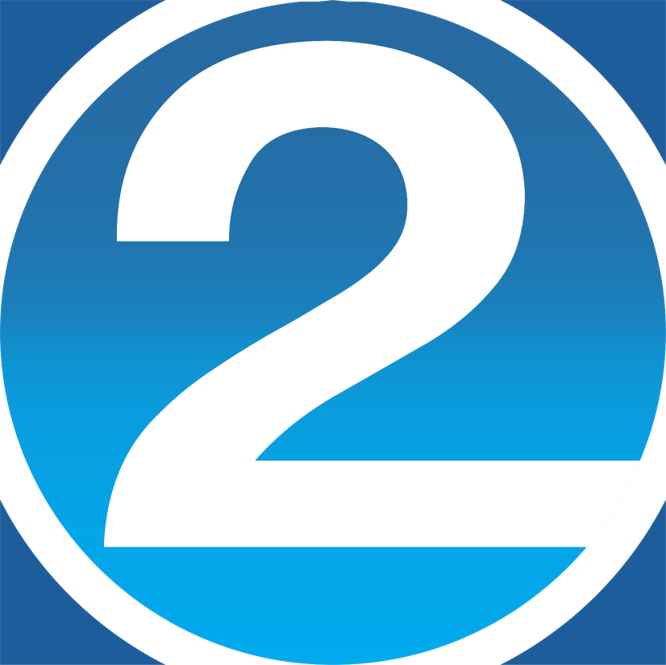
2003-2005
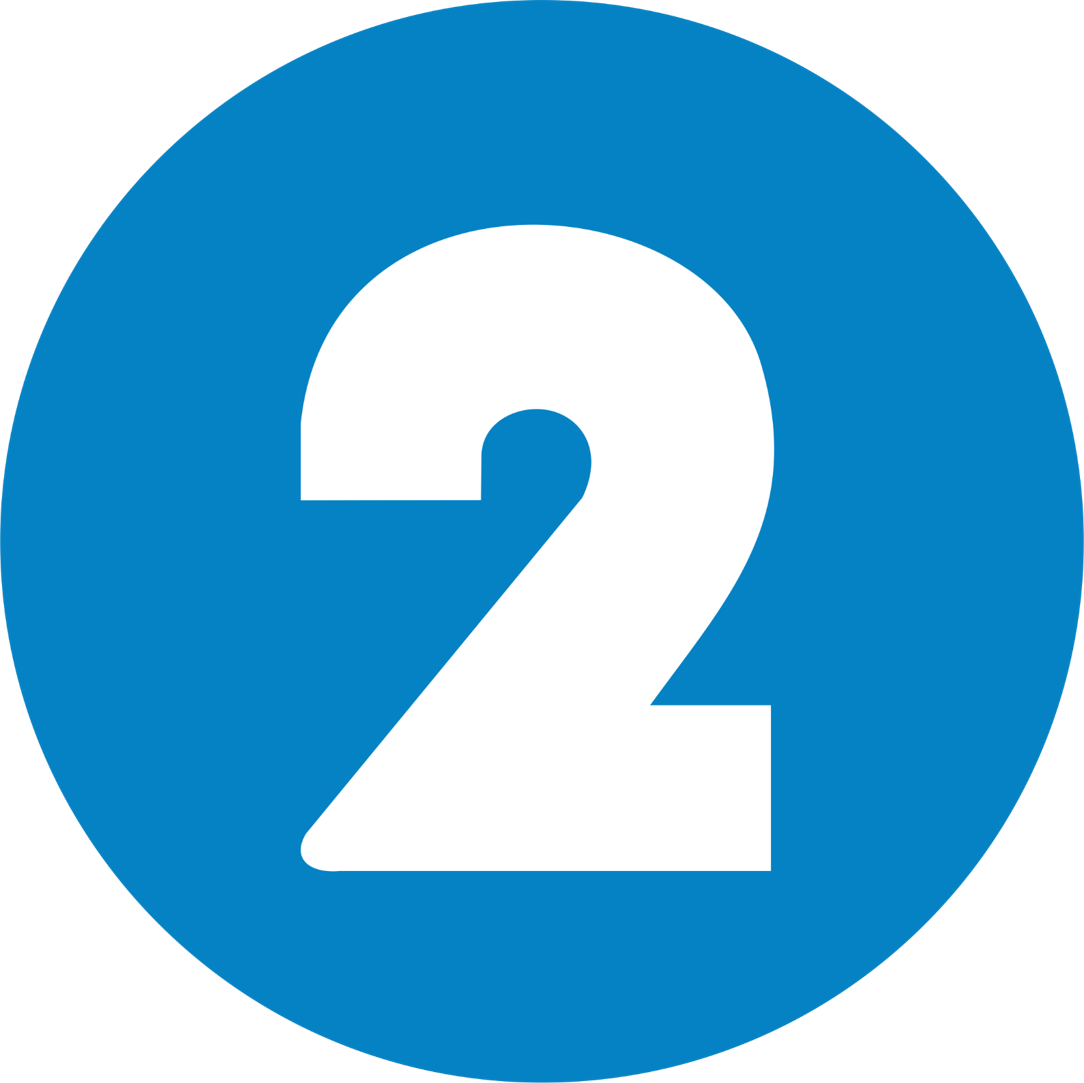
2005-2015
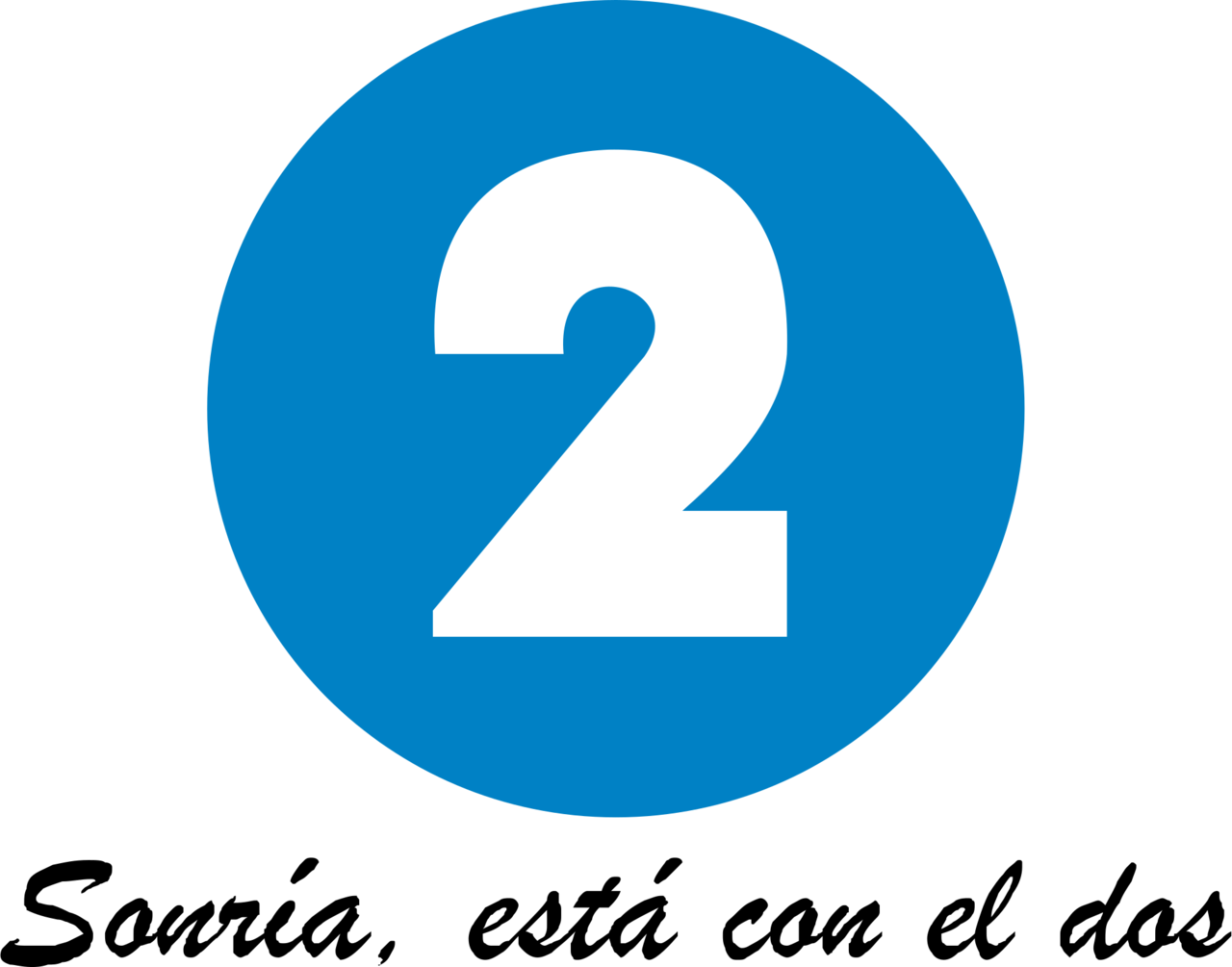
2015-presente